# Des Peres
Des Peres è un comune degli Stati Uniti d'America, situato nello Stato del Missouri, nella contea di St. Louis.